# Vương Tài nhân (Minh Quang Tông)
Hiếu Hòa Hoàng hậu Vương thị (孝和皇后王氏; 1582 - 1619), không rõ tên thật, nguyên là thứ thiếp của Minh Quang Tông Chu Thường Lạc và là mẹ ruột của Minh Hy Tông Chu Do Hiệu. Bà chưa từng được ở ngôi Hoàng hậu khi còn sống, chỉ được truy phong sau khi qua đời.

## Cuộc đời
Vương thị là người Thuận Thiên. Không rõ cha mẹ, anh trai là Vương Thăng Chiếu (王昇照). Bà nhập Tiềm phủ hầu hạ Quang Tông khi còn là Thái tử, trước tiên phong là Tuyển thị (選侍). Năm Vạn Lịch thứ 32 (1604), Vương Uyển thị hạ sinh cho Thái tử con trai đầu lòng, tên Chu Do Hiệu (朱由校), sau là Minh Hy Tông. Trong năm đó bà được phong làm Tài nhân. Hai năm sau, con trai thứ hai của Quang Tông chào đời, tên là Chu Do Học (朱由学). Nhưng Hoàng tử thứ 2 lại chết yểu khi được 3 tuổi, sau được Hy Tông truy thuỵ là Giản Hoài vương (簡懷王).
Năm 1619, Vương thị qua đời lúc 38 tuổi. Một năm sau đó, Thái tử Thường Lạc lên ngôi, tức Quang Tông, ở ngôi được 29 ngày thì qua đời, trở thành vị vua tại vị ngắn nhất nhà Minh. Vì mất sớm nên ông không kịp truy thuỵ cho Vương thị. Con cả của ông, Chu Do Hiệu lên ngôi đã dâng thuỵ cho bà là Hiếu Hoà Cung Hiến Ôn Mục Huy Từ Hài Thiên Cúc Thánh Hoàng thái hậu (孝和恭獻溫穆徽慈諧天鞠聖皇太后), cải táng vào Khánh lăng, Minh Thập Tam lăng cùng với Quang Tông, phối thờ tại Phụng Tiên điện (奉先殿).

## Hậu duệ
1. Chu Do Hiệu (朱由校; 23 tháng 12 năm 1605 - 30 tháng 9 năm 1627), con cả của Quang Tông, tức Minh Hy Tông. Là anh của Minh Tư Tông Chu Do Kiểm
2. Chu Do Học (朱由学; 1607 - 1610), mất sớm, thuỵ là Giản Hoài vương (簡懷王)